# レオン・リシェ
レオン・リシェ（Léon Richer、1824年3月19日 - 1911年6月15日）は、フランスのジャーナリスト、自由思想家、女性解放運動家、フリーメイソン会員であり、1869年にマリア・ドレームとともに『女性の権利』紙を創刊、1870年に女性の権利協会を創設した。さらに、1882年に設立したフランス女性の権利連盟は、名誉会長のヴィクトル・ユーゴーをはじめとし反教権主義・共和派の支持を得た。こうした功績により、女性参政権運動家ユベルティーヌ・オークレールには「フェミニズムの父」、シモーヌ・ド・ボーヴォワールには「フェミニズムの基礎を築いた男性」と称された。

## 生涯

### 公証人見習い
レオン・リシェは1824年3月19日、レーグル（ノルマンディー地域圏オルヌ県）の裕福な家庭に生まれた。早くから公証人としての将来が期待されていたが、不遇が重なり、15年にわたってショワジー＝ル＝ロワ（イル＝ド＝フランス地域圏ヴァル＝ド＝マルヌ県）で公証人見習いを務めることになった。こうした立場上、女性顧客を担当し、民法典（ナポレオン法典）により「未成年者」とされる女性が被っている不正を目の当たりにした彼は、世論に訴えるために1849年から執筆活動を始め、1850年にナントに拠点を置くフリーメイソンのロッジ「火星と芸術」（1899年にロッジ「平和と団結」と合併してロッジ「平和と団結・火星と芸術」を結成）に入会すると、自由思想家として反教権主義・共和派の刊行物に記事を掲載した。1860年代には、特に女性の権利・地位向上を訴える記事を慈善活動家や社会主義者の刊行物に掲載し、フランス大東社などで講演を行った。当時、講演は重要な意識啓発の手段であった。

### ジャーナリズム
1866年7月に『オピニオン・ナシオナル』紙の編集委員に就任し、宗教問題を扱った一連の「自由思想家から村の司祭への書簡」を発表した。『オピニオン・ナシオナル』紙は政治家のアドルフ・ジョルジュ・ゲルーが1859年に創刊した共和派の政治新聞で、リシェは、反教権主義の作家、ジャーナリスト、美術評論家のエドモン・アブーの後任であった。「自由思想家から村の司祭への書簡」は大きな論争を呼び、好評を博したため、1868年に1冊にまとめて刊行した。以後、『オピニオン・ナシオナル』紙上に女性の権利擁護のための記事を次々と掲載し、1868年には20人ほどの女性が参政権を求める声明を発表した。

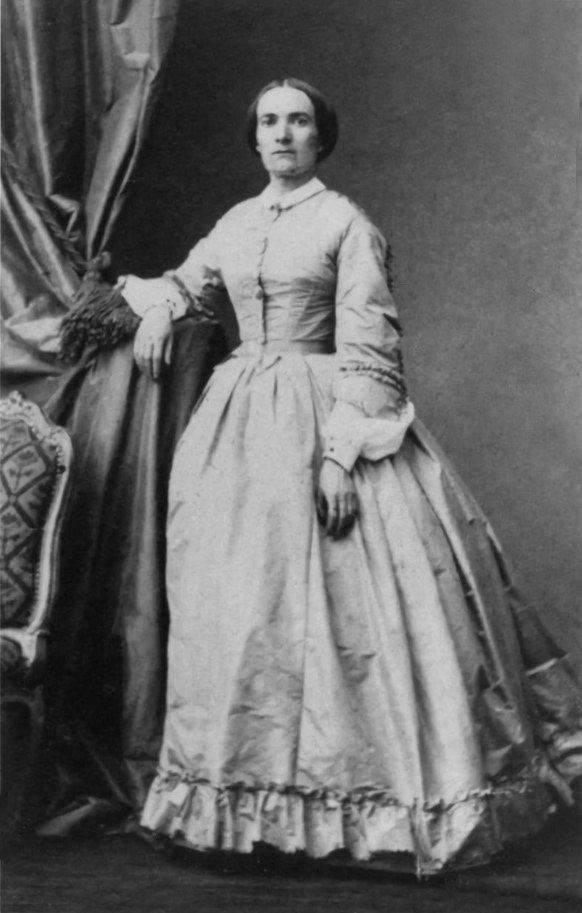
ジュリー＝ヴィクトワール・ドービエ (1861年)

また、同紙上でジュリー＝ヴィクトワール・ドービエ (1824-1874) の学位取得を要求する運動を行った。ドービエは女性初のバカロレア取得者（1861年）だが、当時、ソルボンヌ大学では女性の受講を認めていなかった。これは、王政復古期に大学評議会が女性の受講を禁止して以来のことであり、この決定には法的な有効性はなく、女性解放運動家からたびたび禁止解除の要請が出されていた。ドービエもこうした女性の一人であり、彼女を支持する『オピニオン・ナシオナル』紙上での運動の結果、1871年10月28日に女性初の学士号取得者が誕生した。ドービエはこれ以後もリシェを中心とする活動に積極的に参加し、フェミニストとして活躍したが、「ローマ社会における女性の地位」と題する博士論文を執筆中の1874年、50歳で死去した。

### 『女性の権利』紙・女性の権利協会
1869年4月、リシェは女性の権利改善を目指してマリア・ドレームとともに週刊新聞『女性の権利』を創刊した。本紙は1871年に『女性の未来』に改名し、1879年に再び『女性の権利』として刊行された。『女性の権利』紙は、女子教育の改善、父権・夫権濫用に対する女性の保護・支援、売春防止のための女性の賃金増加、女性の土地・財産所有権、同一労働同一賃金、民法典の改正などの女性の要求を伝えることを目的とした。すでに1866年に女性解放運動家のアンドレ・レオ、ポール・マンク、ルイーズ・ミシェル、マリア・ヴェルデュールらとともに女性クラブを立ち上げていたドレームは、『女性の権利』紙との連携により、1870年7月11日に改革宴会にならって「女性の権利宴会」を開催し、共和派約60人の参加を得た。リシェは、「女性の権利が堂々と公に確認されたのは、フランス史上初めてのことである」と、会の成功を称えた。この宴会は、以後、『女性の権利』紙の主催で定期的に行われることになり、普仏戦争直前の1870年4月16日には、ドレーム、リシェ、リシェの妻ジョゼフィーヌが女性の権利協会を立ち上げた。第二帝政崩壊（第三共和政成立）後の1872年6月9日に行われた「女性の権利宴会」は、共和派から多数の参加を得、ヴィクトル・ユーゴーとルイ・ブランが演説をした。

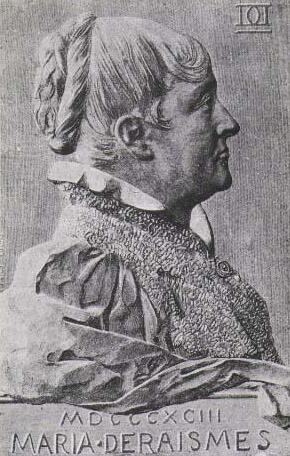
彫刻家ダニエル・デュプュイによるマリア・ドレーム像 (1893年)

リシェは次に、女性解放運動の一環として離婚の合法化に取り組んだ。キリスト教の教義に基づいて禁止されていた離婚は、フランス革命期における非キリスト教化運動により1792年に合法化されたが、1814年の王政復古によってカトリックが国教と宣言されると、再び1816年に禁止された。リシェは1873年4月20日に離婚に関する法案を提出。メディアがこぞって取り上げたため、『離婚 ― 理由説明書と本件に関する主な公文書を伴う法案』として翌74年にシュバリエ社から刊行した。この法案は、後に政教分離を推進した社会運動家・フェミニストのアルフレッド・ナケが再検討し、新法案として提出。1884年7月27日の法律（ナケ法）によって離婚は68年ぶりに合法化された。

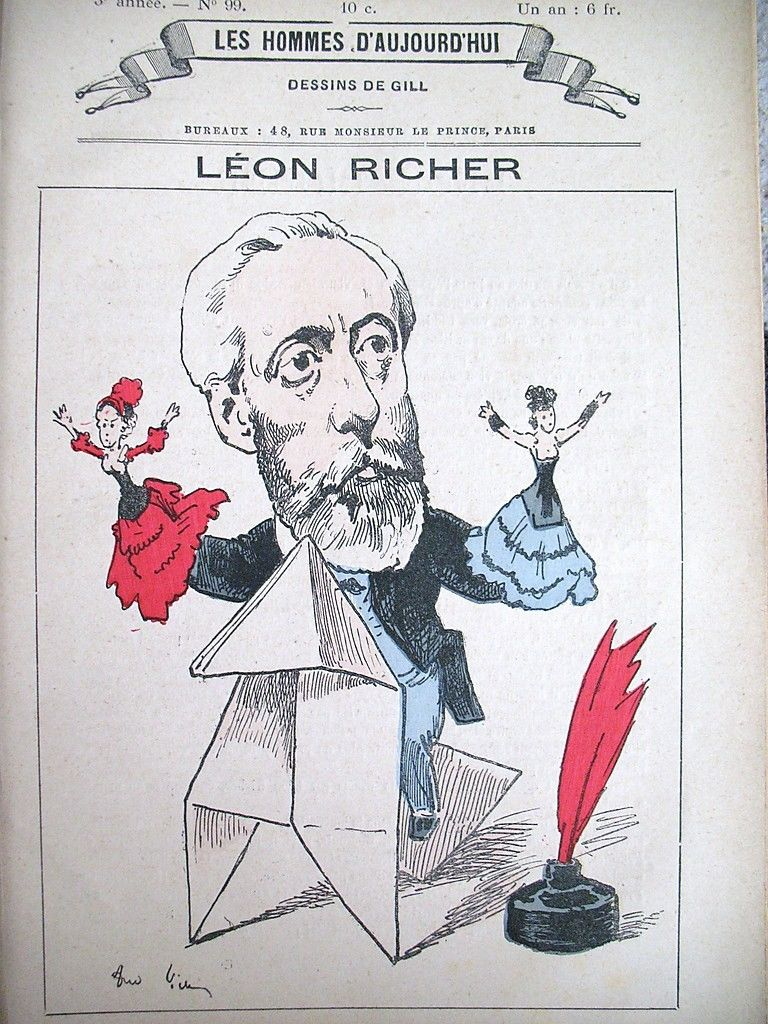
リシェは同時代の男性からは、（男性の所有物としての女性ではなく）女性の所有物としての男性という意味で「女たちの男」と呼ばれた。アンドレ・ジルによるリシェの風刺画 (『レゾム・ドージュルドュイ』紙の表紙。1882年頃)

女性の権利協会は、1874年にニューヨークで結成された国際女性連盟に加盟した際に規約を改正し、「女性の境遇の改善のための結社」に改名した。1875年12月、同年内相に就任したルイ・ビュフェがリシェに結社の解散を求めた。だが、公文書の発行は拒否し、口頭命令によりリシェに一任するとしたため、リシェは、結社とは別に多くの講演を行い、宣伝のための晩餐会を主催し、『女性の権利』紙の発行を継続した。1878年のパリ万国博覧会では、『女性の権利』紙の主催により、国際女性連盟の第1回国際会議「国際女性の権利会議」が開催された。5つの分科会によって構成されたこの会議には欧米各国から多くの代表が参加し、女性の権利・地位向上に関するあらゆる女性問題が論じられた。ただし、女性参政権は議題に挙がっていなかった。リシェもドレームもまだ機が熟していないと考えていたからであり、このために、ユベルティーヌ・オークレールら女性参政権運動家との対立を生むことになった。国際女性の権利会議は成功裡に終わった。政府はこのために態度を変えざるを得なくなり、1878年8月3日付政令により、「女性の境遇の改善のための結社」を認可した。

### フランス女性の権利連盟
再結成後、今度はドレームとの間に内部対立が生じた。リシェが女性参政権運動を支持するようになったからである。リシェは会長を辞任し、ドレームが新会長に就任した。1882年、リシェは新組織「フランス女性の権利連盟」を立ち上げた。会長にマリア・ポニヨン、名誉会長にヴィクトル・ユーゴーが就任した。ユーゴーは「女性の権利宴会」での演説のほか、早くからリシェの女性解放運動を支持していた。ユーゴーがリシェに宛てた1872年の手紙では、民法典において「未成年者」と呼ばれるものを「私は奴隷と呼ぶ」、「法において未成年者であり、現実において奴隷である者、それが女性である」とし、さらに1877年の手紙では、「男性には自分の法がある。男性は自分自身で法を作ったのだ。女性には男性の法以外に法がない。女性は、法的には未成年者で、精神的には奴隷である。この2種類の劣等性が女子教育の弊害となっている。改革が必要だ。文明と真実と理性のための改革が」と語っている。「フランス女性の権利連盟」名誉委員会はユーゴーのほか、廃娼運動家アドリエンヌ・アヴリル・ド・サント＝クロワ、公教育審議会委員ポーリーヌ・ケルゴマール、レイモン・ポアンカレ（第10代大統領）、シャルル・ロベール・リシェ（1913年ノーベル生理学・医学賞受賞者）、法学者アンリ・ベルテルミ、公教育省初等教育局長フェルディナン・ビュイッソンらによって構成された。会長にはポニヨンの後、労働運動家マリー・ボンヌヴィアル、弁護士マリア・ヴェローヌ、名誉会長には奴隷制廃止法案を通過させたヴィクトル・シュルシェール、ルネ・ヴィヴィアニ（外務大臣）が就任した。

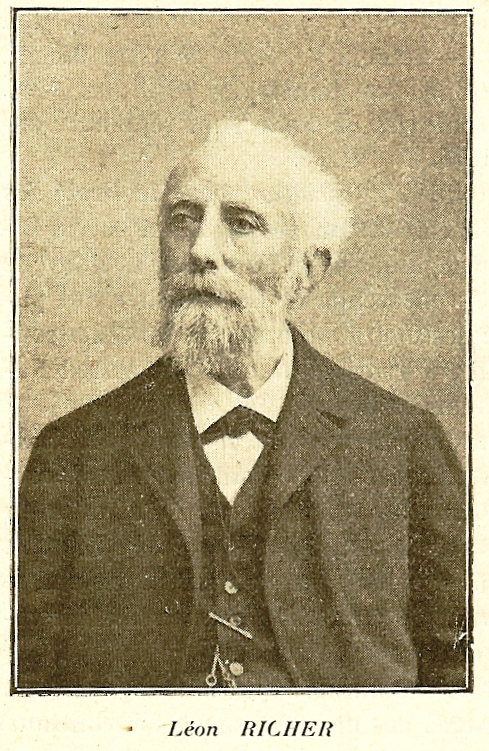
晩年のレオン・リシェ (1900年頃)

リシェは執筆活動においても女性の権利擁護『自由な女性』(1877年)、『女性の権利』(1879年) を著し、1879年に『ル・プティ・パリジャン』紙の政治問題担当シャルル＝アンジュ・レザンの求めに応じて同紙の編集長に就任。ジャン・フロロの筆名で女性問題のコラムを担当し、好評を博した。1883年には、民法典改正のための修正案として著書『女性法典』を発表した。1886年、リシェはフランス女性の権利連盟に加盟している上院・下院議員によって構成される議会外委員会の設置を申し入れ、設置後、委員に就任し、既婚女性を未成年者と同じ扱いとする規定を廃止すること、既婚女性の国籍に関する民法典の規定を改正すること、既婚女性および未婚女性に男性と同等の市民権・家族権を与えることなどを提案。また、ギュスタヴ・リヴェ議員が提出した父権に関する調査報告書に基づく修正法案を提出した。1889年に再びパリで万国博覧会が開催されることになり、リシェは前回同様に国際会議を企画した。「フランスおよび国際女性の権利会議」として開催されたこの会議は大成功を収め、これを受けて、エルネスト・ルフェーヴル議員が、商事裁判所における女性商業従事者の投票権に関する法案を提出し、可決された。1890年には「女性の権利要求のための国際連盟」（フランス、ベルギー、イングランド、スコットランド、スウェーデン、スイス、イタリア、ポーランド、ギリシャ、ニューヨーク州から参加）を設立し、会長に就任。翌年、67歳で引退した。リシェは文芸家協会（1868年に入会）および共和派ジャーナリスト協会（1881年の設立時に入会）の会員を務めた。フランス陸海軍傷病兵救助協会評議会は、普仏戦争時のフランス修道女会共同代表としてのリシェの功績に対して青銅十字章と表彰状を授けた。パリ10区長は、パリ攻囲戦における彼の愛国的献身に対してメダルを授与した。さらに、フランス女性の権利連盟の代表ルネ・ヴィヴィアニは、彼の貢献に対して銀メダルを授けた。
1911年6月15日にパリにて死去。享年87歳。ペール・ラシェーズ墓地に埋葬された。

## 著書
- Lettres d’un libre-penseur à un curé de village (自由思想家から村の司祭への書簡), Le Chevalier, 1868.
- Le Tocsin (警鐘), Madre, 1868.
- Alerte ! (警戒せよ!), A. Panis, 1868.
- Propos d’un mécréant (無宗教者の意見), A. Panis, 1868.
- Le livre des femmes (女性の書), Bibliothèque Démocratique, 1872.
- Lettres parisiennes : la politique en 1873 (パリ書簡 ― 1873年の政治), Librairie de la Société des gens de lettres, 1874.
- Le Divorce : projet de loi précédé d’un exposé des motifs et suivi des principaux documents officiels se rattachant à la question (離婚 ― 理由説明書と本件に関する主な公文書を伴う法案), Le Chevalier, 1874.
- Un mariage honteux (恥ずべき結婚), Édouard Dentu, 1876.
- La Femme libre (自由な女性), Édouard Dentu, 1877.
- Le Droit des femmes (女性の権利), 1879.
- Le Code des femmes (女性法典), Édouard Dentu, 1883.

## 参考資料
- René Viviani, Henri Robert, Albert Meurgé, et al., « Le Fondateur de la Ligue : Léon Richer », Cinquante-ans de féminisme : 1870-1920, Paris, Éd. de la Ligue française pour le droit des femmes, 1921.
- Christine Bard, Sylvie Chaperon, Dictionnaire des féministes. France - XVIIIe-XXIe siècle, Presses Universitaires de France, 2017.